# 狼嘉彰
狼 嘉彰（おおかみ よしあき、1939年〈昭和14年〉7月26日 - ）は、日本の工学者（宇宙工学）、実業家。学位は工学博士（東京工業大学・1968年）。株式会社加藤製作所取締役、東京工業大学名誉教授。
航空宇宙技術研究所革新航空機研究管理官、東京工業大学工学部教授、宇宙開発事業団技術研究本部研究総監、慶應義塾大学理工学部教授などを歴任した。

## 来歴
日本の宇宙工学者として航空宇宙工学の分野の研究に取り組んできた。宇宙機の姿勢制御、大規模宇宙構造物のダイナミクスと制御の研究、および、スペースシステム全般に関する先端技術の研究開発などに携わってきた。東京工業大学にて工学博士を取得し、航空宇宙技術研究所でキャリアを積む。その間、アメリカ合衆国においてカリフォルニア大学ロサンゼルス校の客員研究員や航空宇宙局の国際フェローなどを兼任していた。その後、東京工業大学で教鞭を執り、宇宙開発事業団では技術研究本部の研究総監に就いた。その後、慶應義塾大学に転じて教鞭を執った。また、加藤製作所の取締役に就任した。そのほか、他の教育・研究機関の役職も兼任しており、電動モビリティシステム専門職大学においては講師を非常勤で兼任していた。

## 略歴
- 1963年 早稲田大学第一理工学部応用物理学科卒業
- 1968年 東京工業大学大学院理工学研究科博士課程修了（工学博士）
- 1968年 - 1974年 科学技術庁航空宇宙技術研究所・宇宙グループ研究員[3]
- 1974年 - 1990年 科学技術庁航空宇宙技術研究所・宇宙グループ主任研究官
  - 1977年 - 1979年 カリフォルニア大学（UCLA）客員研究員
  - 1977年 - 1979年 米国航空宇宙局（NASA）国際フェロー
  - 1980年 - 1998年 宇宙開発事業団（現JAXA）客員開発部員
  - 1985年 - 1986年 科学技術庁研究開発局宇宙基地計画推進室次長
- 1990年 - 1991年 科学技術庁航空宇宙技術研究所・革新航空機研究管理官
- 1991年 - 1992年 東京工業大学工学部機械物理工学科客員教授
- 1992年 - 1999年 東京工業大学工学部機械宇宙学科及び大学院機械物理工学専攻（宇宙工学）教授
  - 1994年 - 1995年 東京工業大学大学院機械物理工学科専攻主任
  - 1996年 - 1997年 東京工業大学工学部機械宇宙学科学科長
  - 1996年 - 1999年 科学技術庁航空宇宙技術研究所客員研究官
  - 1998年 - 1999年 宇宙開発事業団技術参与
- 1999年 - 2002年 宇宙開発事業団技術研究本部研究総監・特任参事
- 2000年 東京工業大学名誉教授[3]
  - 2000年 - 2008年 慶應義塾大学理工学部システムデザイン工学科教授[3]
- 2008年 - 2011年 慶應義塾大学大学院システムデザインマネジメント研究科委員長・教授[3]
- 2011年 - 慶應義塾大学大学院システムデザインマネジメント研究所顧問[3]
- 2014年 - 加藤製作所取締役[3]

## 委員歴
- 1982年 日本機械学会 自動制御委員会 委員
- 1984年 日本航空宇宙学会 宇宙航行部門 委員長
- 1990年 日本機械学会 機械力学部門企画室 委員
- 1990年 日本航空宇宙学会 宇宙用ファジイ技術の調査･検討委員会 委員長
- 1992年 計測自動制御学会 誘導制御部会 委員
- 1992年 日本機械学会 宇宙工学部門運営委員会 幹事
- 1992年 日本航空宇宙学会 世界の小型衛星開発動向に関する調査･検討委員会 委員
- 1992年 日本機械学会 宇宙工学部門 宇宙機構造 機械設計基準 原案作成委員会 委員長
- 1993年 日本ロボット学会 将来型宇宙ロボットの先端技術の調査研究委員会 委員長
- 1994年 日本機械学会 宇宙工学部門 副部門長
- 1994年 日本機械学会 標準化部会 委員
- 1995年 日本機械学会 宇宙工学部門 部門長
- 2000年 計測自動制御学会 産業論文編修委員会 委員
- 2000年 日本航空宇宙学会 研究開発評価調査委員会 委員

## 受賞歴
- 1970年 計測自動制御学会 学術論文賞
- 1980年 計測自動制御学会 学術論文賞
- 1980年 科学技術庁長官賞
- 1981年 日本機械学会 論文賞
- 1992年 宇宙科学技術国際会議 功労賞
- 1997年 日本機械学会 創立100周年記念事業功労者表彰
- 1999年 日本機械学会 宇宙工学部門功労賞
- 2000年 Finalist for the Best Manipulation Paper Award at the 2000 IEEE International Conference on Robotics and Automation
- 2000年 国際宇宙航行連盟（IAF）J. Breakwellメモリアル賞

## 所属学会
日本機械学会（フェロー）、計測自動制御学会、日本航空宇宙学会、日本ロボット学会、INCOSEフェロー、IEEE、AIAA

## 著書
- 狼嘉彰（主査）、冨田信之他、『機械工学便覧』γ11編，「宇宙機器・システム」、日本機械学会、2006
- 狼嘉彰、冨田信之、堀川康、白木邦明、『宇宙ステーションと支援技術』、コロナ社、2004
- 狼嘉彰、冨田信之、中須賀真一、松永三郎、『宇宙ステーション入門』、東大出版、2008